# 22707 Jackgrundy
22707 Jackgrundy este un asteroid din centura principală de asteroizi.

## Descriere
22707 Jackgrundy este un asteroid din centura principală de asteroizi. A fost descoperit pe 14 septembrie 1998 la Socorro, New Mexico, în cadrul proiectului LINEAR. Asteroidul prezintă o orbită caracterizată de o semiaxă mare de 3,05 ua, o excentricitate de 0,14 și o înclinație de 1,5° în raport cu ecliptica.